# لي هيون-جين
لي هيون-جين (هانغل: 이현진) هو لاعب كرة قدم كوري جنوبي في مركز نصف الجناح، ولد في 15 مايو 1984 في كوريا الجنوبية. لعب مع جيجو يونايتد وسوون سامسونغ بلووينغز.

## وصلات خارجية
- لي هيون-جين على موقع دوري كوريا الجنوبية (الإنجليزية)
- لي هيون-جين على موقع قاعدة بيانات كرة القدم.إي يو (الإنجليزية)
- لي هيون-جين على موقع Soccerway.com (الإنجليزية)